# Ramiz Bisha
Ramiz Bisha (Scutari, 21 novembre 1967) è un ex calciatore albanese, di ruolo centrocampista.

## Carriera

### Nazionale
Ha collezionato una presenze con la Nazionale albanese nel 1992.